# Westringia lucida
Westringia lucida là một loài thực vật có hoa trong họ Hoa môi. Loài này được B.Boivin miêu tả khoa học đầu tiên năm 1950.